# Henry Rowley Bishop
Henry Rowley Bishop (anglès: Sir Henry Rowley Bishop)  (Londres, 18 de novembre de 1787 - Londres, 30 d'abril de 1855) fou un compositor de música anglès.
| Home! Sweet Home!                                                      |
|                                                                        |
| Interpretació amb sintetitzador                                        |
|                                                                        |
| Foresters sound the cheerful horn                                      |
|                                                                        |
| Interpretat per l'Atelier Vocal des Herbiers (petit ensemble Amarante) |
|                                                                        |

Des del principi de la seva vida desplegà un especial talent per la música dramàtica; estudià sota la direcció de Francesco Bianchi (1752-1810); precisament aquest últim any 1810, a conseqüència del gran èxit que l'any anterior assolí el seu Circassian Bride, fou nomenat director del teatre Covent Garden, de Londres, i poc temps després va compondre l'excel·lent música del Knight of Snowdon.
L'any 1831 es casà amb la soprano Anne Rivière la qual promocionà les seves obres vocals, i que més tard l'abandonà per marxar amb l'arpista i compositor Bochsa.
Un gran nombre de composicions dramàtiques, arranjaments, obertures, cants, etc., donats quasi sense interrupció, li valgueren una reputació nacional. Fou declarat fill adoptiu de la ciutat de Dublín, el 1820; elegit per la direcció del professorat musical d'Edimburg el 1841, i d'Oxford el 1848, després d'haver estat creat cavaller el 1842. Dirigí a Vaux Hall Gardens els concerts clàssics, i, en torn amb d'altres, la Societat Filharmònica.
A part de les obres ja citades, mereixen especial atenció: The Miller and his Men; Guy Mennering; Aladdin, escrita, encara que amb poca fortuna, en competència amb l'Oberon de Weber; The Fortunate Isles; National Melodies, amb paraules de Thomas Moore, i l'universal i popular aire Home, sweet home...